# Accionismo vienés

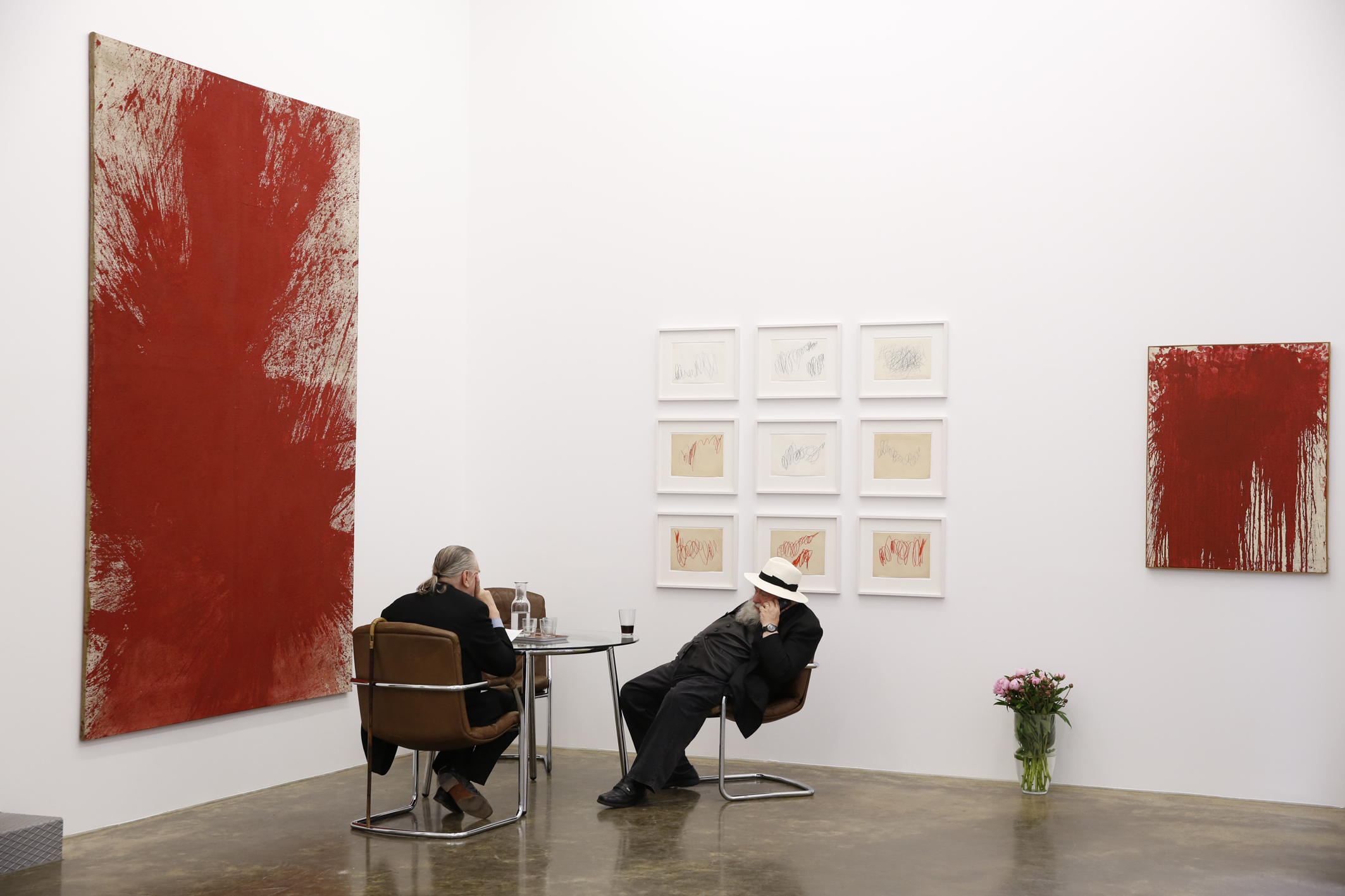
Precursores del Accionismo Vienés en conversación durante una exposición retrospectiva actual.

El término Accionismo Vienés (Wiener Aktionismus) comprende un controvertido y breve movimiento artístico del siglo XX. Se trata de uno de los aportes más inquietantes y radicales del arte austriaco de vanguardia, y puede entenderse como una de las consecuencias de los esfuerzos que los artistas de la década de 1960 llevaban a cabo para llevar el arte al terreno de la acción (Fluxus, Body Art, etc.). Entre sus máximos representantes se encuentran Günter Brus, Otto Muehl y Hermann Nitsch, algo menos conocidos son Rudolf Schwarzkogler y Abino Byrolle, que desarrollaron la mayor parte de sus actividades accionistas desde 1960 a 1971.
Analizando la bibliografía existente en torno a la obra de los accionistas de aquellos años, parece ser que la mayoría de ellos no eran conscientes de pertenecer a un grupo identificado como tal. En torno a este asunto, Malcom Green cita el siguiente comentario de Hermann Nitsch:

El accionismo vienés nunca existió como grupo. Simplemente, un buen número de artistas reaccionaron contra la situación en la que el arte y ellos mismos se encontraban, con la casualidad de que todo ello sucedió en la misma época y tuvo similares significados y resultados.

De estas palabras se deduce que, al contrario de muchos de los movimientos vanguardistas del siglo XX, el accionismo vienés nunca tuvo una definición ni una guía referencial clara.

## Arte, radicalidad y transgresión
Durante muchos años, los trabajos de los accionistas fueron llevados a cabo de forma simultánea e independiente de los demás movimientos artísticos contemporáneos de la época, los cuales, compartían un interés común en el rechazo al arte estático y tradicional. La práctica de alguna de sus ideas requerían la realización de “acciones” en entornos controlados, o ante extensas audiencias.
Principalmente, los accionistas vieneses son recordados por lo grotesco y lo violento de muchos de sus trabajos, donde frecuentemente se realizaban sacrificios a animales, rituales orgiásticos o prácticas sexuales aparentemente sangrientas, como simulaciones de mutilaciones genitales o violaciones. Todo ello desafiaba a las convenciones éticas y morales sobre las que se cimenta la sociedad occidental, por lo que muchos de estos artistas fueron perseguidos por la ley y por varias asociaciones ecologistas y religiosas. Así, en junio de 1968, Günter Brus, que llegó a decir que la destrucción era un elemento fundamental de su arte, fue arrestado por “degradar los símbolos del país” en su obra Kunst+Revolution (Arte+Revolución). No obstante, tras seis meses de condena logró escapar con su familia a Alemania. Otros accionistas como Otto Mühl y Hermann Nitsch también cumplieron condenas por participar en varias “acciones” de carácter abiertamente blasfemo y violento.
En 1966, se celebró en Londres el primer “Simposio de la Destrucción en el Arte”, considerado como el primer encuentro entre artistas pertenecientes al Fluxus y al Accionismo Vienés. Esta reunión supuso el reconocimiento oficial a nivel internacional de la obra de varios accionistas, en especial de las de Brus, Mühl y Nitsch.
A pesar de que cada uno de estos artistas trabajaban sobre conceptos diferentes, compartían la misma visión estética y temática sobre el arte. Usaban el propio cuerpo como elemento central de sus obras, tal y como puede apreciarse en los títulos de una de las acciones de Brus, Cuerpo pintando, Mano pintando (1964), o en Degradación del cuerpo femenino, degradación de una Venus (1963) de Mühl y Nitsch. Este esfuerzo por transformar el cuerpo humano en superficie y producción de su propio arte, tiene sus raíces en la performance, en el body art o movimientos que fueron llevados radicalmente hasta sus extremos por los accionistas vieneses. El significado de estas “acciones” unido al progresivo abandono de la pintura, teatro y escultura por parte de los accionistas, sirvió como definición subjetiva de la obra anti-artística.
Esta filosofía quedará reflejada en el “Manifiesto de la Acción Material” de Otto Mühl (1964), donde el autor escribe,

(...) de manera progresiva, la pintura se aleja cada vez más del uso de materiales tradicionales. El cuerpo humano, una simple tabla o una habitación pueden ahora servir perfectamente como superficies donde pintar. El tiempo es entonces agregado a la dimensión del cuerpo y el espacio.

En otro contexto, Brus y Mühl llegaron a proclamar lo siguiente, tras su participación en la acción de Günter anteriormente mencionada, Kunst+Revolution:

(...) nuestra consolidada democracia, utiliza el arte como válvula de escape, e intenta sobornar al “artista” vanguardista, rehabilitando sus ideas y expresiones “artísticas” revolucionarias para convertirlas en una forma de arte aceptable por el estado. Pero este “arte” no es arte, sólo es política creada desde los más altos estamentos.

Condenable y deleznable para muchos, el accionismo vienés siempre ha generado debates polémicos en torno a los límites y a los abusos del arte. Actualmente, la mayoría de los que fueran representantes más destacados del movimiento trabajan de forma independiente en proyectos ajenos a la estética accionista, quedando sus obras como retrato de una de las épocas más radicales y extrañas de la historia del arte.